# Partido Comunista Revolucionário da Argentina
Partido Comunista Revolucionário da Argentina (Em espanhol: Partido Comunista Revolucionario de la Argentina) é um partido político da Argentina, inspirada em ideias maoístas. Fundado em 1969, a partir do Partido Comunista da Argentina e graças a Ruptura sino-soviética. A cor da bandeira é amarelo e vermelho. Publica no jornal Hoy.